# Лю Шилань
Лю Шилань (кит. 刘适兰，Liu Shilan; род. 24 января 1962) — китайская шахматистка, гроссмейстер среди женщин (1982).
В составе национальной команды участница 5 олимпиад (1980—1988); лучший результат — 11 очков из 14 на 1-й доске (1986). Участница межзональных турниров: Тбилиси (1982) — 3-е; Железноводск (1985) — 14-е; Тузла (1987) — 10-е места. В ч/ф матче претенденток (1983) проиграла Н. Иоселиани — 3 : 6 (+1 −4 =4).
Лучшие результаты в других международных соревнованиях: Пётркув-Трыбунальски (1984 и 1986) — 1—2-е и 1-е; Наленчув (1986) — 4—5-е места.

## Изменения рейтинга
| Графики недоступны из-за технических проблем. См. информацию на Фабрикаторе и на mediawiki.org. |